# Bernhard Röttgen
Bernhard Röttgen (* 14. Februar 1875 in Bottrop; † 4. Juni 1955 in Brüggen) war ein deutscher Priester und Heimatforscher.

## Leben
Nach dem Abitur am Gymnasium in Recklinghausen nahm er 1895 sein Studium an der Königlich Preußischen theologischen und philosophischen Akademie zu Münster auf. Unter seinen Professoren befinden sich berühmte Köpfe wie z. B. Franz Hitze, führender Vertreter der katholischen Soziallehre und Mitbegründer des Deutschen Caritasverbandes, sowie der Historiker Heinrich Finke. September 1897 schloss Bernhard Röttgen sein wissenschaftliches Studium ab und wurde am 18. März 1899 zum Priester geweiht. Seine erste Kaplansstelle erhielt er in Beeck bei Hamborn. Es folgte eine langjährige seelsorgerische Arbeit in Kleve, bis er am 26. März 1922 Pfarrer von Brüggen wurde. Hier wirkte er über viele Jahre hinweg bis zu seinem Eintritt in den Ruhestand im Jahr 1952.
In Brüggen wurde dank seines Engagements u. a. 1924 das Jugendheim bzw. Pfarrheim errichtet sowie 1932/33 die stilgerechte Instandsetzung der gesamten Pfarrkirche durchgeführt. Die Brüggener Passionsspiele fanden unter seiner Regie insgesamt fünfzehnmal statt. Röttgen verkörperte jenes alte Pfarrerideal, das mit der Seelsorge soziale, schulische und kulturelle Impulse und Arbeit verband. Dies machte ihn in der Gemeinde zu einer Vatergestalt mit natürlicher Autorität.

## Schriften
Schon sein erstes Werk in 1906 mit dem Titel Geschichtliche Nachrichten über Beeck verrät den Kenner der Materie, der die Methoden gründlicher und wissenschaftlicher exakter Ortsgeschichtsforschung beherrscht. Bereits für diese Arbeit griff er auf Urkunden und Akten der Staatsarchive in Berlin und Düsseldorf zurück. 1934 erschien sein Werk Brüggen und Born im Schwalmtal. Beiträge zur Heimatgeschichte., das 1987 in einem unveränderten Nachdruck wiederaufgelegt wurde.

## Würdigung
Am 26. August 1951 ernannte ihn die Gemeinde Brüggen zum Ehrenbürger. Die Gedenkmedaille des Kreises Viersen 1988 wurde Bernhard Röttgen gewidmet.